# EPRA-Index
Der FTSE EPRA Global Real Estate Index ist eine international verwendete Reihe von Aktienindizes, welche von der European Public Real Estate Association mit Hauptsitz in Brüssel (Belgien) in Zusammenarbeit mit FTSE (UK) und NAREIT (USA) erstellt wird. Die Indizes setzen sich aus verschiedenen börsennotierten Immobiliengesellschaften zusammen, welche auf unterschiedlichen internationalen Börsen gehandelt werden.
Entscheidungen betreffend Aufnahme einer Unternehmung in eine der verschiedenen FTSE-EPRA/NAREIT-Index-Kategorien wird von einem globalen sowie zusätzlich drei regionalen Komitees getroffen. Die Index-Reihen werden vierteljährlich basierend auf den festgelegten Index-Grundsatzregeln aktualisiert.